# Championnat de Bosnie-Herzégovine masculin de volley-ball
 (septembre 2009).
Si vous disposez d'ouvrages ou d'articles de référence ou si vous connaissez des sites web de qualité traitant du thème abordé ici, merci de compléter l'article en donnant les références utiles à sa vérifiabilité et en les liant à la section « Notes et références ».
Le Championnat de Bosnie-Herzégovine de volley-ball masculin est la compétition nationale majeure, créée en 1993. Elle oppose les dix meilleures équipes du pays.

## Palmarès
| Année | Champion                                                 | Finaliste                                                | Troisième                                                |
| ----- | -------------------------------------------------------- | -------------------------------------------------------- | -------------------------------------------------------- |
| 1994  | Gradina Srebrenica                                       |                                                          |                                                          |
| 1995  | OK Bihać                                                 |                                                          |                                                          |
| 1996  | OK Bihać                                                 |                                                          |                                                          |
| 1997  | Sinpos Sarajevo                                          |                                                          |                                                          |
| 1998  | Sinpos Sarajevo                                          |                                                          |                                                          |
| 1999  | OK Brčko                                                 |                                                          |                                                          |
| 2000  | OK Kakanj                                                |                                                          |                                                          |
| 2001  | OK Kakanj                                                |                                                          |                                                          |
| 2002  | Napredak Odžak                                           |                                                          |                                                          |
| 2003  | OK Kakanj                                                |                                                          |                                                          |
| 2004  | OK Kakanj                                                |                                                          |                                                          |
| 2005  | OK Kakanj                                                |                                                          |                                                          |
| 2006  | OK Kakanj                                                |                                                          |                                                          |
| 2007  | Napredak Odžak                                           |                                                          |                                                          |
| 2008  | OK Kakanj                                                | OK Modriča                                               | Napredak Odžak                                           |
| 2009  | OK Kakanj                                                | Napredak Odžak                                           | Bosna Sarajevo                                           |
| 2010  | OK Kakanj                                                | Napredak Odžak                                           | Radnik Bijeljina                                         |
| 2011  | OK Kakanj                                                | Jedinstvo Brčko                                          | OK Modriča                                               |
| 2012  | OK Kakanj                                                | Mladost Brčko                                            | Jedinstvo Brčko                                          |
| 2013  | OK Kakanj                                                | Jedinstvo Brčko                                          | Mladost Brčko                                            |
| 2014  | Mladost Brčko                                            | Jedinstvo Brčko                                          | OK Modriča                                               |
| 2015  | Mladost Brčko                                            | OK Gacko                                                 | OK Kakanj                                                |
| 2016  | Mladost Brčko                                            |                                                          |                                                          |
| 2017  | Mladost Brčko                                            | OK Kakanj                                                | Radnik Bijeljina                                         |
| 2018  | Mladost Brčko                                            | Radnik Bijeljina                                         | OK Kakanj                                                |
| 2019  | Mladost Brčko                                            | OK Kakanj                                                | HOK Domaljevac                                           |
| 2020  | Compétition annulée en raison de la pandémie de Covid-19 | Compétition annulée en raison de la pandémie de Covid-19 | Compétition annulée en raison de la pandémie de Covid-19 |
| 2021  | Mladost Brčko                                            | HOK Domaljevac                                           | Bosna Sarajevo                                           |
| 2022  | OK Kakanj                                                | Mladost Brčko                                            | Borac Banja Luka                                         |
| 2023  | Radnik Bijeljina                                         | HOK Domaljevac                                           | OK Kakanj                                                |
| 2024  | Radnik Bijeljina                                         | Napredak Odžak                                           | HOK Domaljevac                                           |